# 特莫夫斯科耶區

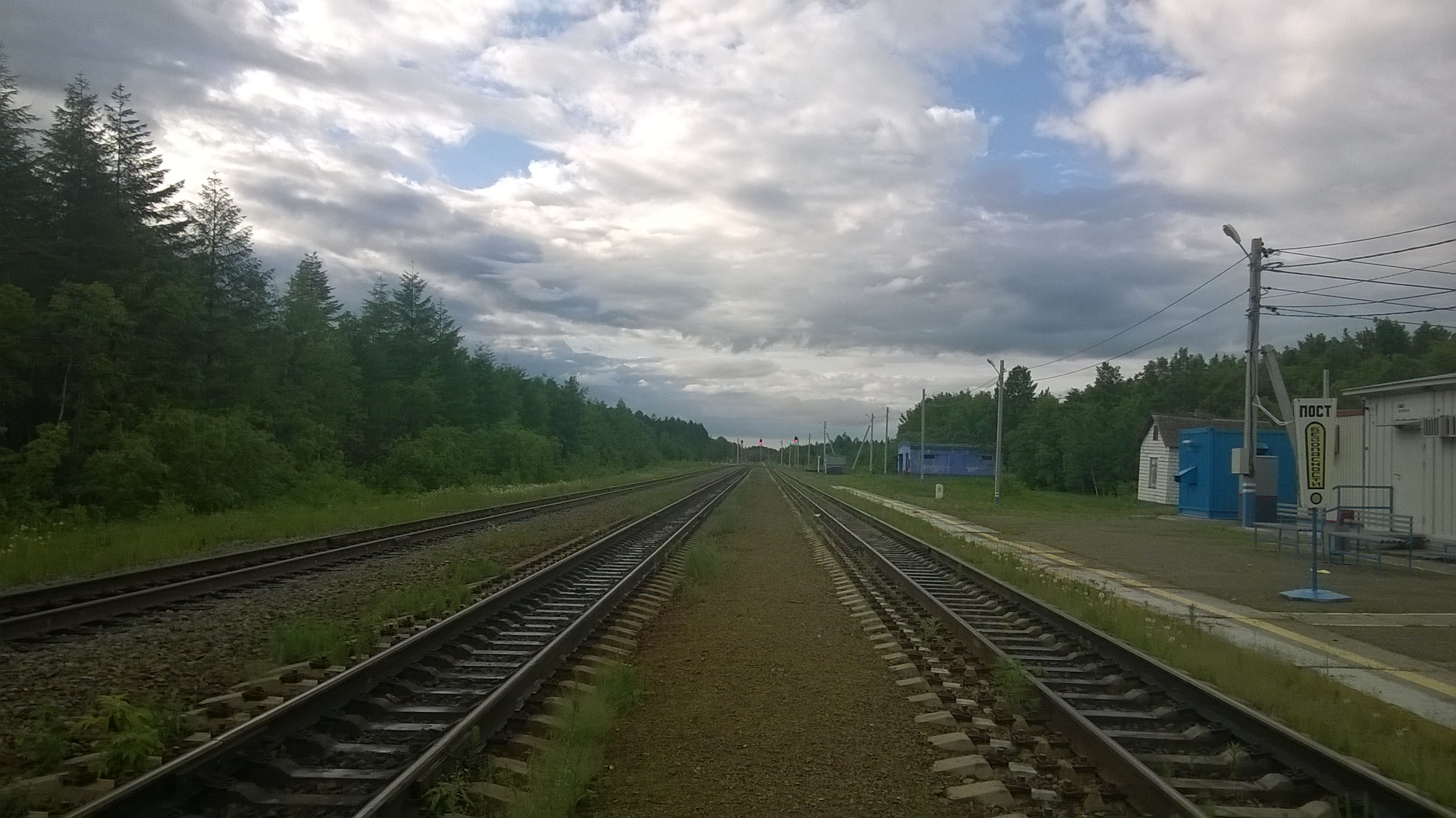

50°51′01″N 142°39′36″E / 50.85028°N 142.66000°E
特莫夫斯科耶區（俄语：Тымовский район），是俄羅斯的一個區，位於該國東南部，由薩哈林州負責管轄，面積6,312.7平方公里，2010年人口16,212，人口密度每平方公里2.57人。